# Heptadekan
Heptadekan je uhlovodík (alkan) se sedmnácti atomy uhlíku v molekule a vzorcem C17H36.

## Struktura

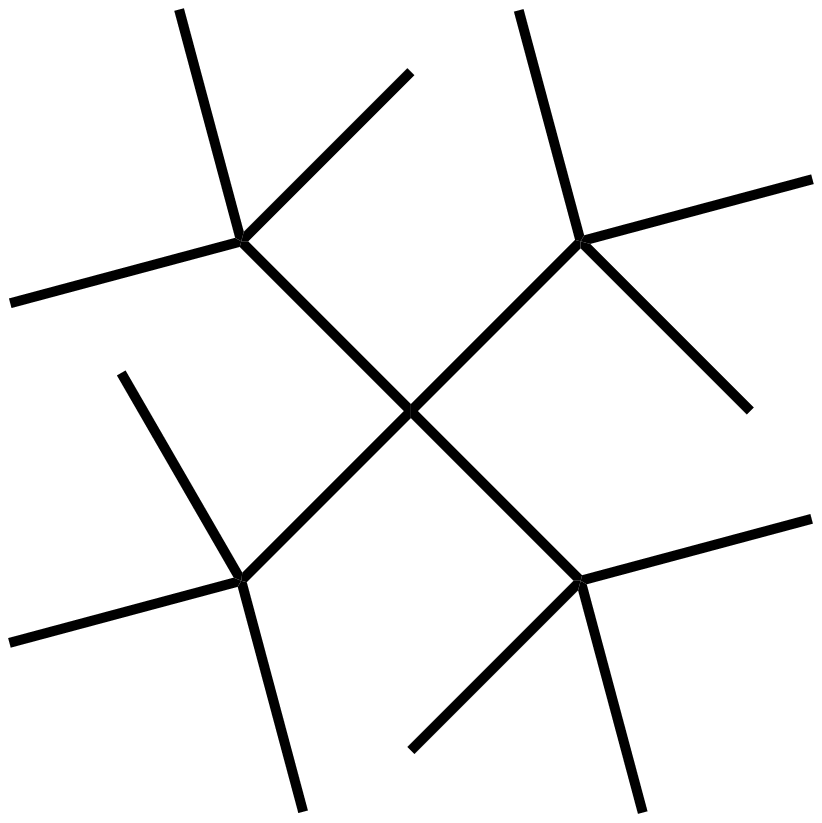
Strukturní vzorec 3,3-di-terc-butyl-2,2,4,4-tetramethylpentanu

Teoreticky je možných celkem 24 894 izomerů heptadekanu. Nerozvětvený izomer se nazývá normální nebo n-heptadekan a má vzorec CH3(CH2)15CH3. Nejvíce rozvětveným izomerem by měl být 3,3-di-terc-butyl-2,2,4,4-tetramethylpentan, ovšem jeho existence kvůli silným sterickým efektům není možná. Předpokládá se, že je to nejmenší „nemožný“ alkan.

### Podobné sloučeniny
- hexadekan
- ikosan